# شارلوته اندروز ستيفنز
شارلوته اندروز ستيفنز (بالإنجليزية: Charlotte Andrews Stephens)‏ هي تربوية أمريكية، ولدت في 1854 في ليتل روك في الولايات المتحدة، وتوفي بنفس المكان في 17 ديسمبر 1951.